# Psalydolytta rossii
Psalydolytta rossii es una especie de coleóptero de la familia Meloidae.

## Distribución geográfica
Habita en Sierra Leona.